# Novo Hamburgo
Novo Hamburgo és un municipi de l'estat de Rio Grande do Sul al Brasil. El seu topònim prové de la ciutat alemanya d'Hamburg.